# Танчинец, Сергей Владимирович
Сергей Владимирович Танчинец (укр. Сергій Володимирович Танчинець; род. 8 мая 1982, Мукачево, Закарпатская область) — украинский певец, фронтмен и продюсер группы «Без Обмежень». Заслуженный артист Украины (2020).

## Биография

### Ранние годы и карьера
Сергей Танчинец родился 8 мая 1982 года в городе Мукачеве Закарпатской области. Мама — киномеханик, а отец — инженер, брат Сергея — строитель, проживает за границей.
Занимался графическим дизайном и изготовлением наружной рекламы, полиграфической продукции.
С 1999 года — фронтмен группы «Без Обмежень».
С 30 августа по 22 ноября 2020 года в паре с танцовщицей Яной Цыбульской принимал участие в седьмом сезоне шоу «Танцы со звездами» на канале «1+1».
Член жюри украинского Национального отбора на Евровидение-2024.

### Личная жизнь
- Бывшая жена Анна (были женаты с 2008 по 2023 год)[3]
- сын Лукьян
- дочь Анастасия

## Награды
- Заслуженный артист Украины — за значительный личный вклад в государственное строительство, социально-экономическое, научно-техническое, культурно-образовательное развитие Украины, весомые трудовые достижения и высокий профессионализм[4]